# Головко Олександр Степанович
Олександр Степанович Головко (нар. 18 січня 1951, Нікополь, Дніпропетровська область) — український політик, Запорізький міський голова.

## Життєпис
У 1968 році закінчив середню школу.
У вересні 1968 — квітні 1969 року — слюсар-ремонтник трубного цеху № 4 Нікопольського південно-трубного заводу Дніпропетровської області.
У 1969—1974 роках — навчання в Запорізькому машинобудівному інституті, інженер-механік.
У жовтні 1974 — червні 1975 року — майстер цеху збірнозварювання № 3, у червні — вересні 1975 року — інженер-технолог цеху збірнозварювання № 7, у вересні 1975 — січні 1977 року — начальник дільниці цеху збірнозварювання № 1, у січні 1977 — січні 1979 року — заступник начальника відділу технічного контролю, у січні 1979 — листопаді 1981 року — начальник відділу технічного контролю, у листопаді 1981 — січні 1982 року — в.о. заступника директора, у січні 1982 — грудні 1983 року — заступник директора Запорізького заводу металоконструкцій. Член КПРС.
У грудні 1983 — жовтні 1992 року — директор заводу світлотехнічних виробів «Світлотехніка» у місті Запоріжжі.
15 жовтня 1992 — 14 червня 1997 року — голова виконавчого комітету Запорізької міської ради народних депутатів. 14 червня 1997 — 8 лютого 2000 року — Запорізький міський голова.
Виконував обов'язки Президента Асоціації міст України, входив до складу Координаційної ради з питань місцевого самоврядування (консультаційний орган при Президентові України). Член СДПУ(о) (2000—2005).
У 2001—2003 роках — заступник генерального директора ТОВ «Стерлінг Груп Україна» (м. Запоріжжя). У 2003—2004 роках — виконавчий директор ТОВ «Телеком-інвест Таврія» (м. Запоріжжя), заступник директора ТОВ «ТІТ-Зв'язок» (м. Запоріжжя).
У вересні 2004 — березні 2005 року — заступник голови — начальник управління по роботі з персоналом Державної податкової адміністрації у Запорізькій області.
Потім — директор Запорізького представництва Фінансово-консультаційної компанії «Сімейний капітал».
З 2005 по 2005 роки — заступник голови Республіканської партії України (РПУ).
У 2006 році балотувався до Верховної Ради України від Опозиційного блоку «Не так!» під № 296.
2009 — представник кандидата на посаду президента Гриценка Анатолія Степановича у м. Запоріжжі.
У 2010 р. балотувався до Запорізької міської ради по багатомандатному виборчому округу від Запорізької міської організації політичної партії «Нова політика» (№ 1 у виборчому списку).
Віце-президент Запорізького обласного союзу промисловців, підприємців і роботодавців «Потенціал».

## Нагороди
- орден «За заслуги» ІІІ ступеня (1997)